# Karyizawa Yonex Open
Il Karyizawa Yonex Open è un torneo professionistico di tennis giocato su campi in erba. Fa parte dell'ITF Women's Circuit. Si gioca annualmente a Karuizawa in Giappone.

## Albo d'oro

### Singolare
| Anno | Campionessa     | Finalista       | Punteggio     |
| ---- | --------------- | --------------- | ------------- |
| 2011 | Misa Eguchi     | Rika Fujiwara   | 6-3, 6-3      |
| 2012 | Marta Sirotkina | Junri Namigata  | 6–4, 2–6, 6–4 |
| 2013 | Eri Hozumi      | Junri Namigata  | 7–6(7–5), 6–3 |
| 2014 | Jang Su-jeong   | Arina Rodionova | 6–3, 6–4      |

### Doppio
| Anno | Campionesse                   | Finaliste                          | Punteggio             |
| ---- | ----------------------------- | ---------------------------------- | --------------------- |
| 2011 | Shūko Aoyama Rika Fujiwara    | Natsumi Hamamura Ayumi Oka         | 6-4, 6-4              |
| 2012 | Hsieh Shu-ying Kumiko Iijima  | Samantha Murray Emily Webley-Smith | 3–6, 7–6(8–6), [10–1] |
| 2013 | Shiho Akita Sachie Ishizu     | Miki Miyamura Erika Takao          | 7–5, 7–6(10–8)        |
| 2014 | Junri Namigata Akiko Yonemura | Kanae Hisami Chiaki Okadaue        | 6–2, 7–5              |